# Suzanne Toolan
Hermana Suzanne Toolan R.S.M. (Lansing, Míchigan, 24 de octubre de 1927) es una religiosa, pianista, organista y compositora de música católica estadounidense. Es conocida por ser la autora del popular himno litúrgico «I am the Bread of Life» («Yo soy el pan de vida» en español) que ha sido traducido a 25 idiomas y es interpretado ampliamente en el mundo católico siendo uno de los cantos en inglés más reconocidos, que fue escrito en 1966 como respuesta a la propuesta del Concilio Vaticano II de comenzar a escribir música litúrgica en lenguas vernáculas. En 1950 se unió a la orden de las Hermanas de la Misericordia con quienes estudió dirección coral a la par que realizó estudios de composición musical en la Universidad Estatal de Míchigan y liturgia en la Universidad de Notre Dame, así como dirección coral con Robert Shaw en la Universidad Estatal de San Diego y un posgrado en la Universidad Estatal de San Francisco.